# 救世主新修道院

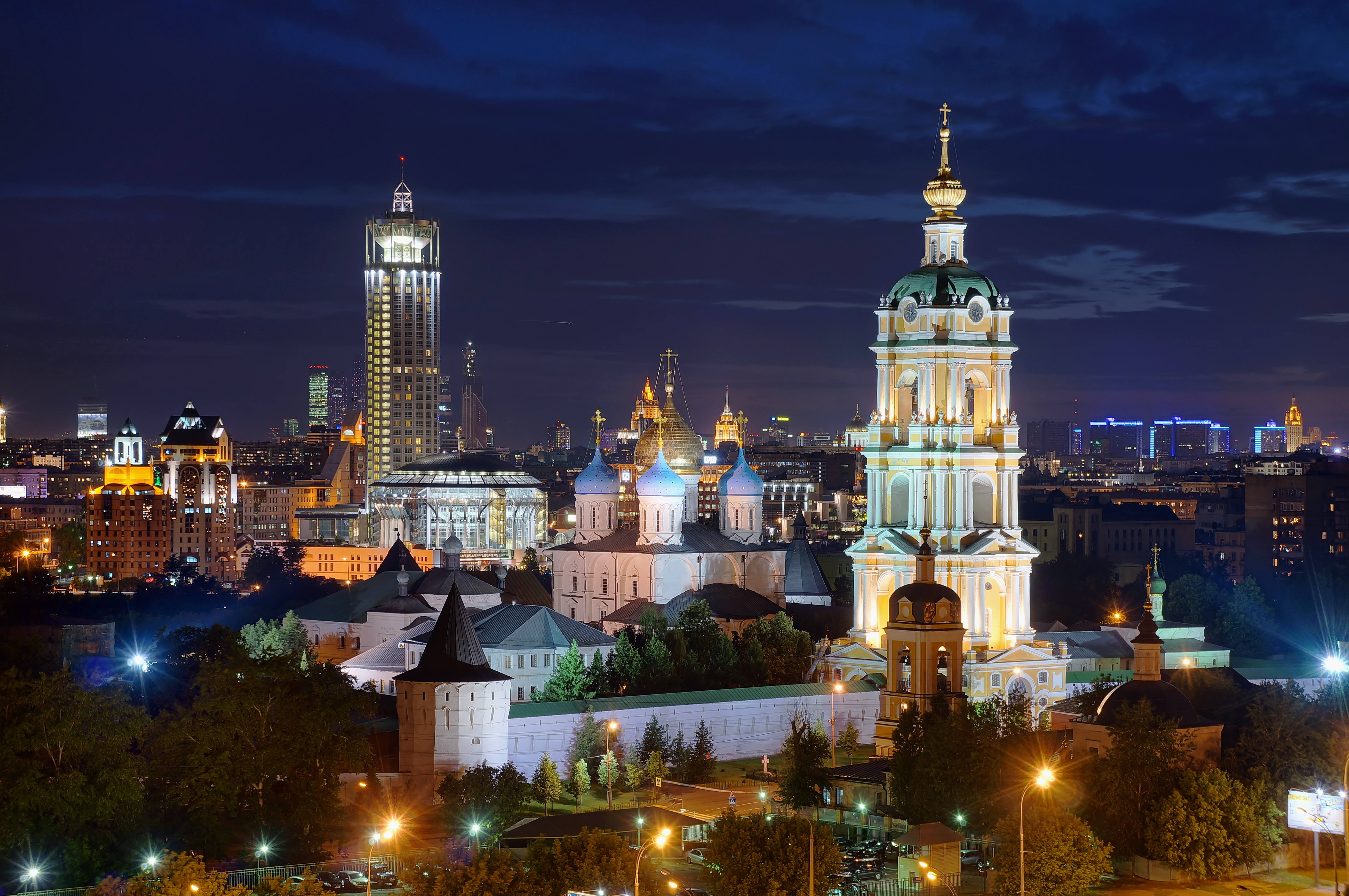
2012年的救世主新修道院

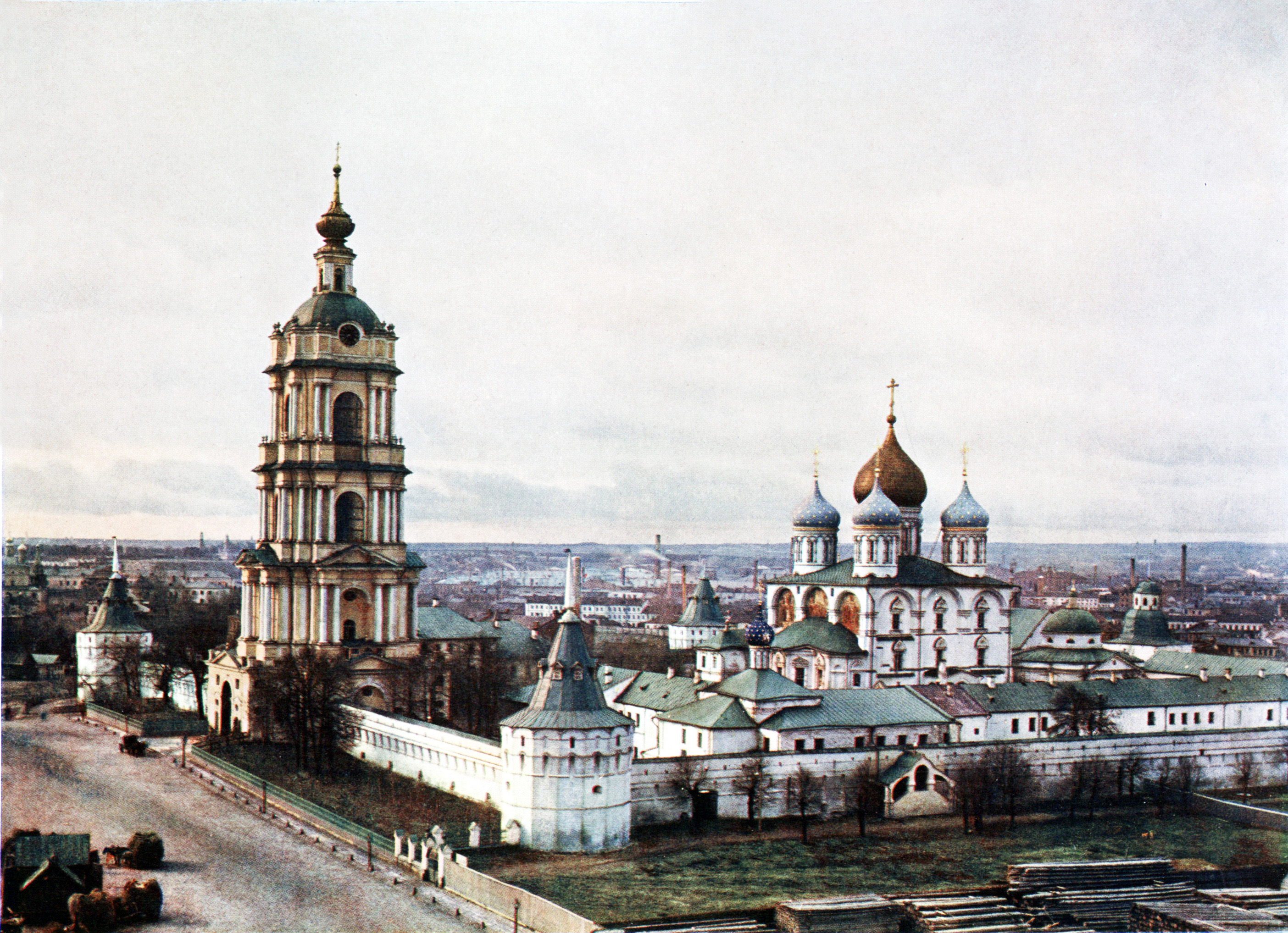
1910年的救世主新修道院

55°43′55″N 37°39′24″E / 55.73194°N 37.65667°E
救世主新修道院（俄语：Новоспасский монастырь）是莫斯科东南边的修道院之一。
这是莫斯科第一座建立于14世纪初的修道院。救世主教堂的原型是克索利肯。当它在1491年被搬迁到莫斯科河的左岸，修道院被更名为新救主 ，从而跟原在克里姆林宫的修道院区别开来。
这座修道院是由安德鲁·马雷的后裔以及舍列梅捷夫和罗曼诺夫·博伊尔赞助，并且也是他们的墓地所在。罗曼诺夫家族中最后埋葬在这里的有森雅·罗曼诺娃（沙皇米哈伊尔一世的母亲），塔拉坎诺娃女公爵（一个王位要求者，声称是伊丽莎白女皇唯一的女儿）和俄罗斯大公谢尔盖·亚历山德罗维奇。在1571年和1591年，该木制城堡顶住了克里米亚鞑靼人反复的攻击。
在罗曼诺夫登上莫斯科王座的时候， 米哈伊尔·费奥多罗维奇在17世纪40年代完全重建了他们的家庭祠堂。除了18世纪巨大的钟楼（莫斯科最高的建筑之一）和舍列梅捷夫墓地所在的的教堂，其他所有的建筑可以追溯到这一时期。它们包括：
- 有五个大圆顶的克索利肯（1645-1649），穹顶的壁画由17世纪最优秀的莫斯科画家所作[2][3]
- 位于食堂波克罗夫斯基（调解）教会
- 食物救济中心，同时也是医院，僧侣生活区，和祖师菲拉雷特的宫殿。

在苏联时期，修道院被改建成了监狱 ，然后又变成了一个警察的醉汉监禁处 。在20世纪70年代，它被分给一个艺术品修复研究所。最后在1991年，它才重新变回俄罗斯东正教的教堂。

## 外部連結
- 维基共享资源上的相關多媒體資源：救世主新修道院
- 修道院官方主页（俄语）